# Ibn Taymiyya
Ibn Taymiyya (arabă تقي الدين أحمد بن تيمية Taqi ad-Din Ahmad Ibn Taimiyya; n. 22 ianuarie1263 - d. 1328), pe numele său complet: Taqī ad-Dīn Abu 'l-ʿAbbās Aḥmad ibn ʿAbd al-Ḥalīm ibn ʿAbd as-Salām Ibn Taymiya al-Ḥarrānī (arabă تقي الدين أبو العباس أحمد بن عبد الحليم بن عبد السلام بن عبد الله ابن تيمية الحراني) a fost un cărturar, teolog islamic și logician arab-sirian. 
Ibn Taymiyya a trăit în perioada timpurilor tulburi a invaziei mongole. A fost un membru al școlii fondate de Ahmad ibn Hanbal, și este considerat, de către urmași, împreună cu Ibn Qudamah, ca fiind unul dintre cei doi cei mai importanți susținători ai mișcării hanbalite; în era modernă, partizanii săi se refereau deseori la cei doi ca fiind “cei doi șeici și șeicul Islamului”'  Ibn Taymiyya era o personă de seamă întrucât a luptat pentru întoarcerea islamului la ceea ce el considera a fi cea dintâi interpretare a Coranului și a Sunnei.

## Biografie
Ibn Taymiyya s-a născut în anul 1263 în Harran, orașul Șanlıurfa, o provincie a Turciei moderne într-o familie cunoscută de teologi și a murit în Damasc, Siria. Bunicul său, Abu al-Barkat Majd ad-deen ibn Taymiyya al-Hanbali (m. 1255) a fost un profesor reputabil al școlii de jurisprudență islamică hanbalită. Din cauza invaziei mongole, familia lui Ibn Taymiyya a trebuit să se mute la Damasc în 1268, care era condus, în acea perioadă, de către mamelucii din Egipt. Aici tatăl său a ținut predici din amvonul moscheii Umayyade, iar Ibn Taymiyya a călcat pe urmele tatălui, studiind împreună cu discipolii erei sale.
Ibn Taymiyya s-a familiarizat cu științele religioase ale timpului. El s-a axat nu numai pe literatura arabă și lexicografie, dar și pe studiul matematicii și caligrafiei.
În privința științelor religioase, a studiat jurisprudența de la tatăl său și a devenit un reprezentant al școlii de gândire hanbalite. În ciuda faptului că a rămas fidel, pe întreaga durată a vieții sale, acestei școli, ale cărei doctrine o stăpânise, a dobândit cunoștințe din domeniul disciplinelor islamice ale Coranului și ale Hadithului. De asemenea, a studiat teologie (kalam), filozofie și sufism.
Ibn Taymiyya a fost închis de câteva ori din cauza conflictelor cu „ijma” juriștilor și a teologilor zilelor sale. Și-a petrecut ultimii 15 ani din viața la Damasc. Din august 1320 până în februarie, 1321, Ibn Taymiyya a fost închis sub ordinele de la Cairo din citadela Damascului pentru că a susținut o doctrină care putea ușura felul în care un bărbat musulman ar fi putut divorța de soția sa.

### Moartea
După ce a stat în închisoare între anii 1319-1321, Ibn Taymiyya va fi închis din nou în 1326 până va muri, 2 ani mai târziu, din cauza faptului că a declarat că o persoană care călătorește pentru a vizita mormântul Profetului, comite un lucru inedit (bid‘ah). El va fi înmormântat în cimitirul sufit, în Damasc, acolo unde alți membrii ai familiei sale fuseseră înmormântați înainte lui. Studentul său, al-Dhahabi l-a preamărit exagerat, spunând că Ibn Taymiyya este: “șeicul eminent, imam, cărturar erudit, critic, jurist, mujtahid și comentator al Coranului”, dar a admis că prin metodele sale defăimătoare i-a îndepărtat chiar și pe admiratori.
De exemplu, gramaticianul Abu Hayyan l-a preamărit pe Ibn Taymiyya până în momentul când a descoperit că Ibn Taymiyya se credea un expert al limbii arabe, mai bun chiar și decât Sibawayhi.
Admiratorii lui Ibn Taymiyya l-au socotit deseori ca șeic-ul islamului, un titlu onorific care i se atribuie chiar si în zilele noastre. Se poate spune despre el că se afla la baza mai multor mișcări reformiste mai târzii, în special mișcarea wahabită.

## Activitate teologică

### Atributele lui Dumnezeu
Ibn Taymiyya a fost acuzat de oponenții săi de a fi antropomorfic în atitudinea sa față de numele și atributele lui Dumnezeu. Totuși, în lucrarea sa Al-Aqidah Al-Waasitiyyah, Ibn Taymiyya combate atitudinea Mushabbihah-ilor (aceia care asemuiesc creația cu Dumnezeu: antropomorfism) și cei care refuză, neagă și recurg la interpretări alegorice, metamorfice ale numelor divine și atributelor. El afirmă că metodologia salafitilor este aceea de a lua calea de mijloc dintre extremele antropomorfismului și negării/distorsionării. Afirma de asemenea că mișcarea salafită susține  numele și atributele lui Dumnezeu fără tashbih (stabilirea analogiei), takyeef (speculații cu privire la "modul" în care se manifestă în divin), ta'teel (negarea/refuzarea semnificației lor aparențe) și fără ta'weel (oferirea unei a doua/simbolică însemnătate care este diferită de înțelesul aparent.) 

### Invazia mongolă și alte lupte
“Cea mai faimoasă” fatwa a lui Ibn Taymiyya a fost împotriva mongolilor în războiul Mamluk.
Ibn Taymiyya a declarat ca jihadul împotriva mongolilor nu doar că era permis, cât și obligatoriu. El și-a explicat decizia prin faptul că mongolii nu puteau, în opinia sa, să fie musulmani adevărați în ciuda faptului că se convertiseră la islamul sunit, întrucât au folosit mai degrabă ceea ce el considera a fi “legi făcute de om” (cu referire la codul lor tradițional, Yassa) decât legea islamică sau Șaria. Din această cauză, a considerat că aceștia trăiau într-o stare de jahiliyya, sau ignoranță păgână pre islamică.
În afară de aceasta, el a condus mișcarea de rezistență a invaziei mongole de la Damasc în 1300. În anii ce au urmat, Ibn Taymiyya a fost angrenat în intense activități polemice împotriva:
1.	Ordinului Rifa’j Sufi 
2.	Școlii ittihadiyah, o școală care a rezultat din învățămintele lui Ibn Arabi, ale cărui opinii erau denunțate la scară largă înainte de a fi eretice 
În 1306, Ibn Taymiyya a fost închis în Cetatea din Cairo timp de 18 luni sub acuzația de antromorfism, El va fi închis din nou în 1308 pentru alte câteva luni.
În 2010 un grup de oameni de științe islamice din Mardin, au susținut că fatwa lui Ibn Taymiyya a fost tipărită greșit într-un ordin de “luptă” împotriva conducătorului care nu aplica legea islamică, și mai degrabă, s-ar referi la ideea de a “trata”  Ei și-au explicat viziunea prin manuscrisul original din librăria Al-Zahiriyah și transmiterea lui Ibn Muflih, studentul lui Ibn Taymiyya.

### Madh’hab
Ibn Taymiyya a criticat cărturarii pentru faptul că, fără a cerceta, s-au conformat ideilor primilor juriști fără a recurge la Coran sau Sunna. El a susținut că deși prioritatea juridică are locul său, faptul de a-i oferi autoritate fără contextualizare, sensibil la schimbările sociale, și concepția evaluativă în lumina Coranului și a Sunnei, pot duce la ignorarea și stagnarea legii islamice. Ibn Taymiyya a făcut o legătură între extremismul Taqlid-ului (conformarea fără cercetare la școlă de jurisprudență) și practicile Evreilor și Creștinilor care îi considerau pe rabini și clerici zei împreună cu Dumnezeu.
Ibn Taymiyya a încercat să:
1.	revigoreze înțelegerea credinței islamice prin aderarea Tawhid-ului
2.	eradicheze credințele și obiceiurile pe care le consideră a fi străine de Islam
3.	reîntinerirea gândirii islamice corecte și științele adiacente
Ibn Taymiyya a crezut că primele 3 generații ale Islamului (Sălaf)- Muhammad și prietenii săi, și urmașii companionilor din cele mai timpurii generații de musulmani - erau cele mai bune modele de viață islamică. Practicile acestora, împreună cu Coranul, au constituit un ghid infailibil în viață. Orice deviație de la practicile acestora era considerată a fi bid‘ah, sau inovație, și erau interzise.